# Temporada 1933 de la NFL
La Temporada 1933 de la NFL fue la 14.ª en la historia de la NFL. Debido al éxito del Partido de Playoff de 1932 de la NFL,
la liga dividió por primera vez a sus equipos en dos divisiones, y los ganadores de cada división jugarían un juego de campeonato para
determinar el campeón de la NFL. Tres nuevos equipos también se unieron a la liga: los Pittsburgh Pirates,
Philadelphia Eagles, y Cincinnati Reds. Además, los Boston Braves cambiaron su nombre por Boston Redskins
y Staten Island Stapletons abandonó la liga.
La temporada finalizó el 17 de diciembre cuando los Chicago Bears vencieron a New York Giants 23-21 por el primer juego de
campeonato de la NFL.

## Principales cambios en las reglas
Debido al éxito del Partido de Playoff de 1932 de la NFL, la liga dejó de usar las reglas exactas del Fútbol americano universitario
y comenzó a desarrollar sus propias versiones:
- El pase hacia adelante es legal en cualquier lugar detrás de la línea de golpeo. Anteriormente, el pasador tenía que estar por lo menos cinco yardas detrás de la línea de golpeo. Este cambio se conoce como la "Regla Bronko Nagurski" después de su polémico touchdown en el Partido de Playoff de 1932.
- Se añaden al campo los hashmarks o líneas inbounds cada 10 yardas de distancia de cada línea lateral. Todas las juagadas comenzarían con la pelota sobre o entre las hashmarks.
- Para aumentar el número de goles de campo y disminuir el número de juegos de empatados, los postes de la portería se movieron desde las líneas de fondo en la parte posterior de las zonas de los extremos de las líneas de gol.
- Es un touchback cuando un punt golpea postes de la portería del oponente antes de ser tocado por un jugador de cualquier equipo.
- Es un safety si una bola que se dio una patada detrás de la línea de gol golpea los postes de la portería, y tira de nuevo fuera de la zona de anotación o es recuperada por el equipo pateador.

## Temporada regular
P = Partidos Jugados, V = Victorias, D = Derrotas, E = Empates, CTE = Cociente de victorias, PF= Puntos a favor, PC = Puntos en contra
Nota: Los juegos empatados no fueron contabilizados de manera oficial en las posiciones hasta 1972
| New York Giants     | 14 | 11 | 3 | 0 | .786 | 244 | 101 |
| Brooklyn Dodgers    | 10 | 5  | 4 | 1 | .556 | 93  | 54  |
| Boston Redskins     | 12 | 5  | 5 | 2 | .500 | 103 | 97  |
| Philadelphia Eagles | 9  | 3  | 5 | 1 | .375 | 77  | 158 |
| Pittsburgh Pirates  | 11 | 3  | 6 | 2 | .333 | 67  | 208 |

| Chicago Bears       | 13 | 10 | 2 | 1 | .833 | 133 | 82  |
| Portsmouth Spartans | 11 | 6  | 5 | 0 | .545 | 128 | 87  |
| Green Bay Packers   | 13 | 5  | 7 | 1 | .417 | 170 | 107 |
| Cincinnati Reds     | 10 | 3  | 6 | 1 | .333 | 38  | 110 |
| Chicago Cardinals   | 11 | 1  | 9 | 1 | .100 | 52  | 101 |

## Juego de Campeonato
- Chicago Bears 23, New York Giants 21, 17 de diciembre de 1933, Wrigley Field, Chicago, Illinois

## Líderes de la liga
| Estadísticas | Nombre       | Equipo     | Yardas |
| ------------ | ------------ | ---------- | ------ |
| Pasando      | Harry Newman | New York   | 973    |
| Corriendo    | Jim Musick   | Boston     | 809    |
| Recibiendo   | Paul Moss    | Pittsburgh | 283    |